# Aphelidesmus confluens
Aphelidesmus confluens är en mångfotingart som beskrevs av Chamberlin 1950. Aphelidesmus confluens ingår i släktet Aphelidesmus och familjen Aphelidesmidae. Inga underarter finns listade i Catalogue of Life.